# رابطة كرة القدم اليابانية 2011
رابطة كرة القدم اليابانية 2011 (باليابانية: 第13回日本フットボールリーグ) هو موسم من رابطة كرة القدم اليابانية ‏. فاز فيه ساغاوا شيغا إف سي.